# کارولین روهنو
کارولین روهنو (به انگلیسی: Caroline Ruhnau) (زادهٔ ۱۶ اکتبر ۱۹۸۴) شناگر اهل آلمان است.